# La Carolina
La Carolina (benannt nach König Karl III.) ist eine Kleinstadt und eine aus dem Hauptort sowie mehreren Dörfern und Weilern (aldeas) bestehende Gemeinde (municipio) mit insgesamt 14.681 Einwohnern (Stand: 2024) im Norden der Provinz Jaén in der autonomen Region Andalusien. Die Stadt ist der Hauptort mehrerer Ende des 18. Jahrhunderts neu gegründeten und von angeworbenen Zuwanderern aus Süddeutschland, der Schweiz und Italien besiedelten Dörfern im Gebiet der Sierra Morena.

## Lage
Der Ort La Carolina liegt auf der Südseite der Sierra Morena an der Autovía A-4 ca. 68 km (Fahrtstrecke) nördlich der Provinzhauptstadt Jaén einer Höhe von ca. 600 bis 620 m ü. d. M. Das Klima im Winter ist gemäßigt, im Sommer dagegen warm bis heiß; die geringen Niederschlagsmengen (ca. 485 mm/Jahr) fallen – mit Ausnahme der nahezu regenlosen Sommermonate – verteilt übers ganze Jahr.

## Bevölkerungsentwicklung
| Jahr      | 1857  | 1900  | 1950   | 2000   | 2020   |
| Einwohner | 4.728 | 9.192 | 13.850 | 14.780 | 15.033 |

Der kontinuierliche Bevölkerungsanstieg im 20. Jahrhundert ist im Wesentlichen auf die Zuwanderung von Menschen aus den ländlichen Regionen des Umlands zurückzuführen.

## Wirtschaft
La Carolina liegt im Norden der schier endlosen Olivenbaumplantagen der Provinz Jaén. Früher wurden auch Getreide, Weinreben etc. zur Selbstversorgung angepflanzt; Gemüse stammte aus den Hausgärten. Viehzucht (Schafe, Ziegen, Hühner) und Forstwirtschaft (vor allem die Gewinnung von Holzkohle) wurden ebenfalls betrieben. Im Ort selbst haben sich Kleinhändler, Handwerker sowie Dienstleistungs- und Industriebetriebe aller Art angesiedelt.

## Geschichte
Belege für eine Besiedlung der Gegend in karthagischer und römischer Zeit fehlen; die Westgoten drangen wahrscheinlich ebenfalls nicht bis in die ehemals waldreiche Gegend vor und auch die Anwesenheit der Mauren ist nicht belegt. Nach dem Ende des Kalifats von Córdoba (1031) wurde die Region Bestandteil des Taifa-Königreichs von Jaén. Im Jahr 1212 fand nördlich von La Carolina die Schlacht bei Las Navas de Tolosa statt, eine der größten Schlachten des Hochmittelalters, an die das 1981 eingeweihte kolossale Denkmal an der Westausfahrt des Ortes erinnert, nahe dem zur Gemeinde gehörenden Dorf Navas de Tolosa, wo früher das Schlachtfeld vermutet wurde. In der Schlacht wurde ein riesiges Almohadenheer von einem Bündnis christlicher Heerführer besiegt. Das zirka zehn Kilometer vom Denkmal entfernte tatsächliche Schlachtfeld liegt allerdings nicht mehr auf dem Gemeindegebiet, sondern gehört zum Gebiet der Nachbargemeinde Santa Elena. Um das Jahr 1226 wurde die kaum besiedelte Gegend im Zuge der Reconquista ohne größere Gegenwehr der maurischen Herren vom Königreich Kastilien in Besitz genommen. Danach entstand auf dem heutigen Gemeindegebiet eine kleine Siedlung mit einem Karmeliterkonvent, in welchem auch Johannes vom Kreuz einige Jahre lebte. Der heutige Ort wurde erst im Jahr 1767 unter Karl III. (reg. 1759–1788) und seinem Ratgeber Pablo de Olavide als eine der damals errichteten Nuevas Poblaciones im Rahmen der königlichen Kampagne zur Besiedlung der Sierra Morena gegründet.

## Sehenswürdigkeiten
- Das Ortsbild überrascht mit seinen geradlinig verlaufenden Straßen und Plätzen.
- Die in der zweiten Hälfte des 18. Jahrhunderts an der Stelle eines kleinen Vorgängerbaus des Karmeliterordens aus Hausteinen erbaute Iglesia de la Inmaculada Concepción ist der unbefleckten Empfängnis Mariens geweiht. Der Turm wurde zu Beginn des 20. Jahrhunderts erneuert. Das Innere der Kirche ist einschiffig; bemerkenswert ist der als Oktogon gestaltete Vierungsbereich.
- Links neben der Kirche steht der Palacio Olavide, dessen repräsentative Fassade durch zwei Doppelsäulenpaare und ein Königswappen im Giebel gekennzeichnet ist.[10]